# Sybra apicesignata
Sybra apicesignata là một loài bọ cánh cứng trong họ Cerambycidae.